# Періктіон
Періктіон [ˌpɛrɪkˈtaɪəˌniː] (дав.-гр. Περικτιόνη Periktiónē; прибл. 450-365 до н.е.) — матір грецького філософа Платона.

## Життєпис
Належала до роду Кодридів, гілки Критіїв. Вона була нащадком Дропіда, архонта 644 року до н. е., що був рідним братом Солона, афінського законодавця. Її батька звали Главкон. 
Періктіон була одружена з Арістоном. Він вважав себе нащадком Кодра, міфічного царя Афін. Серед його предків був також Арістокл, який жив у 605/604 рр. до н. був однойменним архонтом.  Можливо, пара жила кілька років на острові Егіна, на південь від Аттики. Історик філософії Діоген Лаертій, посилаючись на Фаворіна, повідомляє, що Арістон був одним із афінських клерухів (поселенців), які були послані на Егіну. Відповідно до цього переказу, Платон народився на Егіні. Однак пізніше спартанці вигнали звідти клерухів, і Арістон повернувся до Афін. «Пролегомени до філософії Платона», анонімний пізньоантичний твір, невідомий автор якого належить до школи Олімпіодора Молодшого, також повідомляє про нібито народження Платона на Егіні. Насправді, афіняни змусили мешканців Егіни емігрувати у 431 році до н.е. і поселили там громадян-священнослужителів. Однак афінські поселенці не були вигнані спартанцями до 411 року до н.е. Таким чином, звіт є неточним, принаймні щодо висилки. До цього слід додати той факт, що сім'я була заможною і тому не мала причин емігрувати до Егіни, хіба як у випадку тимчасового зубожіння. Тому достовірність еміграційного звіту викликає сумніви. Проте, не можна виключати, що Арістон і Періктіон дійсно деякий час жили на Егіні.
В Афінах резиденція сім'ї була в Колліт, центральному районі на захід і південь від Акрополя.
разом із Арістоном Періктіон мала трьох синів (Главкон, Адеймант і Платон) і дочку (Потонея). Син Потона Спевсіпп став наступником Платона на посаді схоларха (глави) Платонівської академії.
Після смерті Арістона вона вдруге одружилася з Пирілампом, афінським державним діячем і своїм рідним дядьком, який також овдовів. Пиріламп служив посланником за часів Перікла і був прихильником демократії. Відтоді діти Арістона жили зі своїм старшим зведеним братом Демосом, сином Пирілампа від першого шлюбу. З Пірілампом Періктіон народила свою п'яту дитину, Антифона. Антифон з'являється в Парменіді Платона.
Коли близько 414 р. до н.е. Піріламп помер, Періктіон, яка за афінськими законами як жінка повинна була підкорятися або чоловікові, або чоловікові-опікуну, перейшла під опіку свого старшого сина Адейманта, який лише нещодавно досяг повноліття.
Серед родичів Періктіони були видатні політики, які стали на бік олігархічного табору і боролися проти демократії під час серйозних внутрішньополітичних конфліктів в Афінах, починаючи з 411 року до н.е. і далі. Дядько Періктіон Каллесхр, старший брат її батька Глаукона, був членом Ради чотирьохсот, яка ненадовго прийшла до влади в результаті перевороту в 411 році до н.е. Її двоюрідний брат Крітій, син Каллесхра, був членом олігархічної Ради тридцяти («Тридцять тиранів»), яка правила Афінами в 404/403 роках до нашої ери. Під час правління Тридцятки молодший брат Періктіоа, Хармід, який народився близько 445 року, був призначений до комітету з десяти чоловіків, яким Тридцятка довірила управління портовим містом Пірей. Крітій і Хармід полягли в битві проти демократів у 403 році, коли війська олігархів зазнали поразки на пагорбі Муніхія поблизу Пірея.
Вигаданий «13-й лист Платона», невідомий справжній автор якого (псевдо-Платон), можливо, мав правильну інформацію, дає ключ до датування смерті Періктіона. У листі, який був вигадано написаний після повернення Платона з другої подорожі на Сицилію у 365 році до н.е., згадується мати філософа як ще жива.

## Легенда
Невдовзі після смерті Платона з'явилася легенда, що він лише очевидно був сином Арістон. Насправді його породив бог Аполлон. За різними версіями легенди, Аполлон тимчасово перешкоджав Арістону вступати в статеві стосунки з Періктіон і прямо заборонив йому це робити на вказаний період, або ж Арістон зробив відповідний висновок з об'явлення бога. Діоген Лаерцій згадує трьох авторів, включаючи Спевсіппа, які згадували цю легенду у своїх нині втрачених творах. Однак він не стверджує, що ці автори ручалися за буквальну істинність твердження. Особливо добре обізнаний Спевсіпп, найдавніше джерело, можна припустити, що мав алегоричне розуміння легенди (акцент на довічних особливих стосунках Платона з Аполлоном).
Ця легенда набула значної популярності в давнину. У релігієзнавстві її зараховують до типу міфів про народження, поширених у багатьох культурах, які містять твердження, що надзвичайна людська істота не була зачата в результаті статевого акту, а народилася після прямого божественного втручання і, отже, була сином Божим. Це часто включає припущення, що його мати була незайманою і тому не була осквернена попередніми статевими зносинами. Однак у випадку Платона ідея незайманого народження суперечила тому факту, що він був молодший за своїх братів, і тому Періктіон на момент зачаття не могла бути незайманою. Хоча легенда в своїй найстарішій збереженій версії прямо не стверджує, що Періктіон була незаймана під час зачаття Платона, лише те, що Аполлон був його справжнім батьком, незайманість матері очевидно припускається. Чітке твердження про те, що Платон народився від незайманої жінки, було зафіксоване лише батьком пізньої античної церкви Ієронімом. Ієронім повідомляє, що є три автори (тих, про яких уже згадував Діоген Лаертій), згідно з чиєю думкою, «Князь мудрості» міг виникнути лише від незайманого народження.

## Проблеми наукових творів
Періктіон приписуються дві фальшиві праці, які збереглися у фрагментах, «Про гармонію жінок» і «Про мудрість». Роботи не датуються тим самим часом і зазвичай належать до Perictione I і Perictione II. Датування та різниця у використаному діалекті грецької мови означає, що їх міг написати не ця Периктіон, а дві інші, невідомі жінки на ім'я Периктіон. Обидва твори є псевдонімами піфагорійської літератури. «Про гармонію жінок», стосується обов'язків жінки перед чоловіком, шлюбом і батьками; він написаний іонійською грецькою мовою і, ймовірно, датується кінцем IV або III століттям до нашої ери. «Про мудрість» пропонує філософське визначення мудрості; він написаний доричною грецькою мовою і, ймовірно, відноситься до ІІІ або ІІ століття до нашої ери.